# Schaumzikaden
Schaumzikaden (Aphrophoridae), engl. „spittlebugs“,  sind eine Familie der Cercopoidea innerhalb der Unterordnung der Rundkopfzikaden (Cicadomorpha, Clypeorrhyncha).
Sie sind meist unauffällig strohfarben, bräunlich oder schwarz gefärbt – im Gegensatz zu den Blutzikaden (Cercopidae), die auffallend schwarz-rot gezeichnet sind.
Ein weiteres kennzeichnendes Merkmal dieser Insekten ist, dass die Larven in oberirdischen, selbst erzeugten, Kuckucksspeichel genannten Schaumhüllen leben; daher der Familienname.
Die Schaumzikaden umfassen weltweit etwa 850 beschriebene Arten.

## Äußere Gestalt
Schaumzikaden sind im Gegensatz zu den Vertretern ihrer Schwestergruppe, den Blutzikaden (Cercopidae), meist unauffällig strohfarben, bräunlich oder schwarz gefärbt. Die Körperform ist meist länglich- oder breitlänglich-oval. Die behaarten oder unbehaarten Flügeldecken sind ledrig und mit Punktgruben besetzt. Schaumzikaden werden häufig mit Käfern (Coleoptera) verwechselt, sind jedoch leicht an der dachartigen Flügelhaltung als Zikaden erkennbar. Unter den Vorderflügeln liegen die häutigen Hinterflügel.
Die Füße (Tarsen) der Schaumzikaden sind dreigliedrig.
Die Schienen des hinteren Beinpaares (Tibien) sind rund und relativ kurz.
Die Schienen der Hinterbeine tragen ein bis zwei kräftige Dornen (außereuropäische Arten zum Teil auch mehr) sowie einen Dornenkranz (Meron) an der Basis.
Mit den kräftigen Beinen springen erwachsene Schaumzikaden, im Gegensatz zu den trägen Larven, gut.
Die Dornen an den Hinterbeinen geben beim Absprung Halt auf der Unterlage.

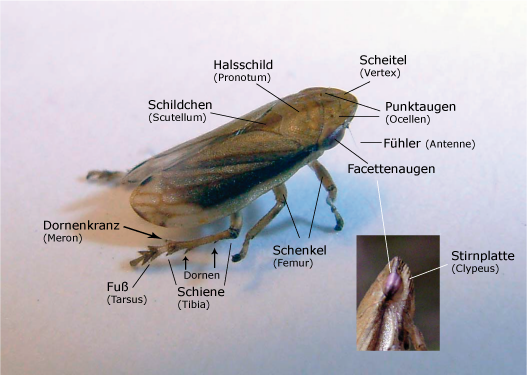
Grundbauplan der Schaumzikaden (Aphrophoridae)

Der Kopf der Schaumzikaden ist von oben gesehen – im Gegensatz zu den Blutzikaden – in der Regel so breit wie der Halsschild (Pronotum) und verfügt über zwei Punktaugen (Ocellen), ein Paar Facettenaugen und ein Paar kurzer borstenförmiger Fühler (Antennen).
Die Stirnplatte (Clypeus) (Kopfpartie zwischen den Ocellen, siehe Abbildung) ist von vorn und seitlich betrachtet je nach Art mehr oder weniger blasenförmig vorgewölbt.
Wie alle Zikaden verfügen auch Schaumzikaden über einen Saugrüssel zur Nahrungsaufnahme. Die Unterlippe (Labium) der Tiere ist als Gleitschiene für die aus den Mandibeln und Maxillen bestehenden Stechdornen ausgebildet. Innerhalb der Lacinien (einem Teil der Maxillen) verläuft ein Kanal, durch den gesaugt werden kann, sowie ein Speichelkanal, durch den Speichel in die Fraßstelle geleitet wird. Das Cibarium, ein Teil des Mundvorraums, ist wie bei allen Schnabelkerfen zu einer Saugpumpe umgestaltet.

## Innerer Bau und Physiologie
Die innere Anatomie und die Physiologie der Schaumzikaden entspricht weitgehend jener der Insekten. 
In Anpassung an die spezielle Ernährung verfügen Schaumzikaden, wie alle Rundkopfzikaden, jedoch über eine besondere Konstruktion des Verdauungstraktes, um überschüssiges Wasser beziehungsweise Kohlenhydrate abzugeben. Der sehr wasserreiche Pflanzensaft der Leitungsbahnen (Xylem) ist im Gegensatz zum zuckerreichen Phloemsaft deutlich ärmer an Nährstoffen, weshalb Schaumzikaden, die sich ausschließlich hiervon ernähren, sehr viel davon aufnehmen müssen. Im Darm der Pflanzensaftsauger existiert eine Filterkammer, die eine Übergangsregion zwischen Vorder- und Mitteldarm und dem Hinterdarm herstellt. Sie ermöglicht die direkte Ableitung des überschüssigen Wassers in den Enddarm und der Nahrungssaft wird vor dem Eintritt in den Mitteldarm verdickt. Ferner sind die Zentren der für Insekten typischen Strickleiternervensysteme bei den Rundkopfzikaden nur noch im Kopf und in der Brust vorhanden; der Hinterleib wird vom Nervenzentrum der Brust versorgt.

## Verbreitung und Lebensräume
Schaumzikaden sind mit Ausnahme der Arktis und Antarktis in allen zoogeographischen Regionen verbreitet. Sie sind besonders in den Tropen sehr artenreich. Besonders in der Neotropis werden aktuell neue Arten entdeckt und deren phylogenetische Stellung untersucht. 
Schaumzikaden besiedeln nahezu alle Biotope. Besonders verbreitet sind sie in grasreichen Ökosystemen wie Trockenrasen und Steppen bis hin zu Feucht- und Nasswiesen und in Sümpfen und Mooren. Sie leben ferner in Wäldern und an Waldrändern, von den borealen Nadelwäldern über die Laubwälder der gemäßigten Breiten bis hin zu den Regenwäldern der Tropen. Schaumzikaden sind den abiotischen und biotischen Umweltfaktoren ihrer Lebensräume wie Feuchte, Böden oder Vegetationsstrukturen angepasst. Etliche Arten sind hydrophil, das heißt, sie bevorzugen feuchte bis nasse Lebensräume und leben daher an Ufern von Gewässern oder in nassen Wiesen (z. B. die Grasschaumzikade, Neophileanus lineatus). Andere Arten sind dagegen xerophil. Sie leben in Trockenrasen wie beispielsweise die Steppen-Schaumzikade (Neophilaenus infumatus). Etliche Arten besiedeln bevorzugt Sandböden oder Moorböden aus Torf. Sie sind also psammophil beziehungsweise tyrphophil. Wieder andere Arten benötigen einen bestimmten Aufbau der Vegetation. Einige Arten der Gattung Aphrophora, zum Beispiel die Erlenschaumzikade (Aphrophora alni), sind sogenannte „Stratenwechsler“ (sing. Stratum; pl. Straten = Schicht(en)). Während sich die Larven in der Krautschicht entwickeln, wechseln die erwachsenen Tiere in die Strauch- und Baumschicht. Viele der genannten Arten sind stenotop, das heißt, sie kommen nur in wenigen, relativ gleichartigen Lebensräumen vor. Andere Arten sind dagegen eurytop und kommen in vielen verschiedenen Biotopen vor, wie etwa die Wiesenschaumzikade (Philaenus spumarius).

## Lebensweise

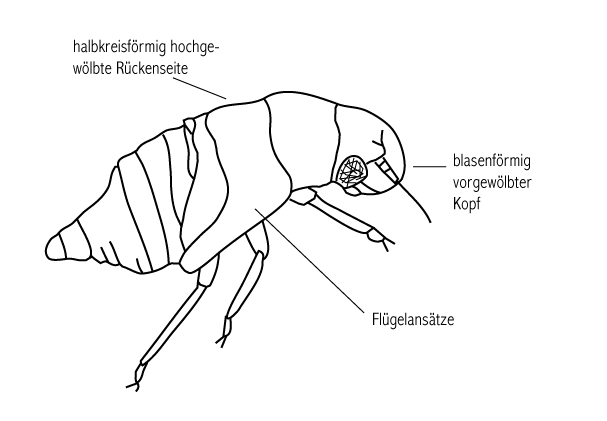
Larve einer Schaumzikade (Aphrophoridae)

Allen Schaumzikaden gemeinsam ist die saugende Ernährungsweise und die meist gering ausgeprägte Wirtspflanzenspezifität, das heißt, etliche Arten sind wenig wählerisch bezüglich ihrer Nährpflanzen. Die Larven leben in oberirdischen Schaumnestern meist in der Krautschicht an Süß- und Sauergräsern (z. B. Neophilaenus) sowie krautigen Pflanzen (z. B. Philaenus), zuweilen aber auch an Gehölzen (z. B. Aphrophora).

### Ernährung

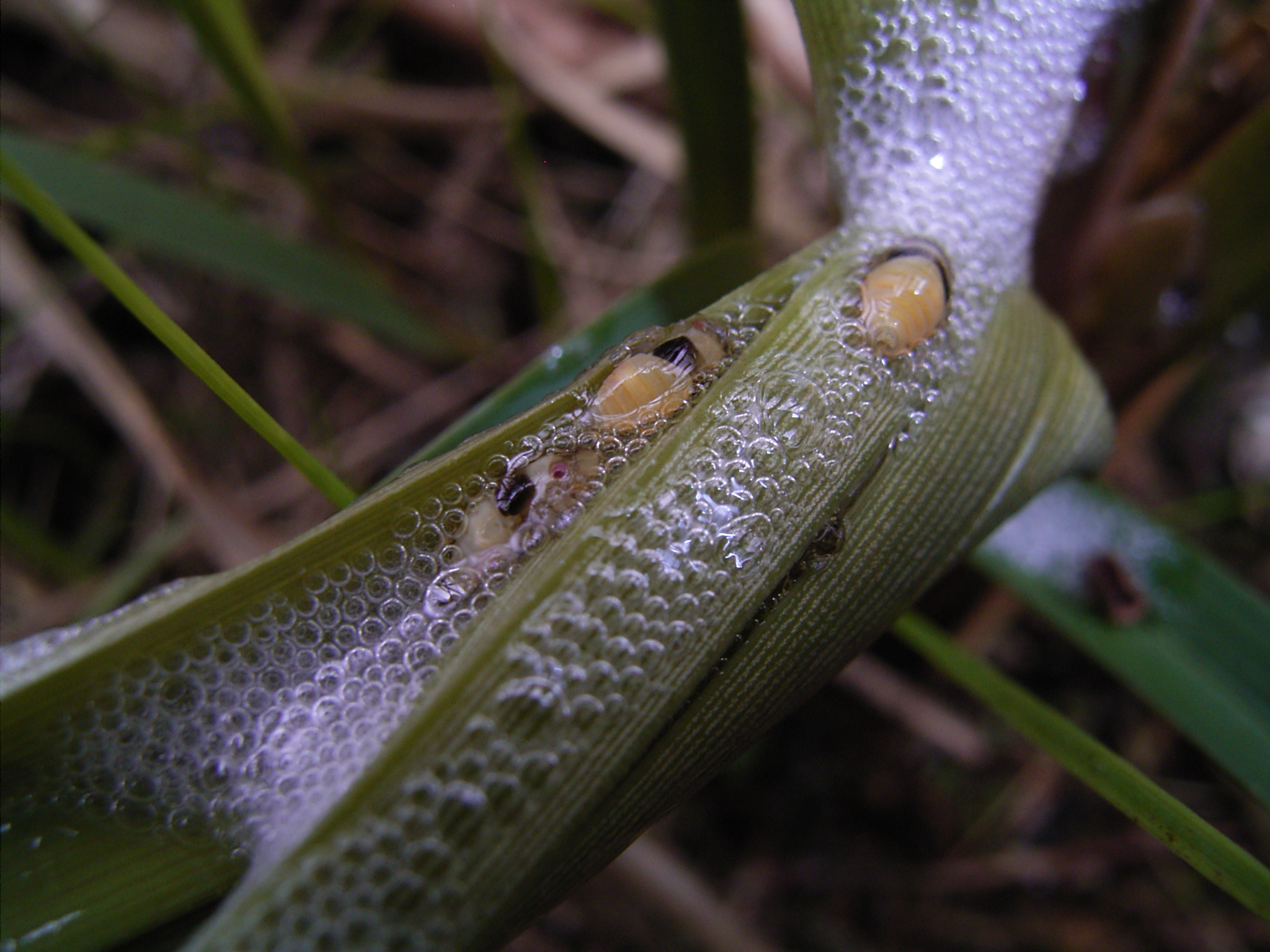
Larven der Alpenschaumzikade (Aphrophora major) im Schaumnest

Wie bei allen Zikaden erfolgt die Ernährung der Schaumzikaden durch das Anstechen und Aussaugen bestimmter Pflanzenteile gewissermaßen wie durch einen Strohhalm. Als Xylemsauger ernähren sie sich von dem aufsteigenden Saft der Leitungsbahnen. Schaumzikaden sind in der Mehrzahl polyphag bis oligophag, also wenig wählerisch hinsichtlich ihrer Nahrung. Sie nutzen mehrere Pflanzengattungen oder -familien, was sie von den meisten anderen Zikadenarten unterscheidet. Nährpflanzen sind vor allem Gräser, Binsen und dikotyle krautige Pflanzen; die Gattung Aphrophora saugt auch an Gehölzen.

### Fortpflanzung und Entwicklung
Die Männchen der Schaumzikaden sind, wie alle Zikadenmännchen und manchmal auch die Weibchen, in der Lage, rhythmische Gesänge zu produzieren. Diese werden durch spezielle Trommelorgane (Tymbalorgane), die sich an den Seiten des 1. Hinterleibssegmentes befinden, erzeugt. Durch Zug eines kräftigen Singmuskels werden die Membranen der Trommelorgane in Schwingungen versetzt. Das Geräusch wird durch Eindellen (Muskelzug) und Zurückspringen (Eigenelastizität) erzeugt.
Paarung
Die Paarung wird vom Männchen durch Verankerung seiner Genitalarmatur an derjenigen des Weibchens begonnen. Es sitzt dabei während der gesamten Kopulation schräg neben dem Weibchen und hält sich dabei seitlich fest. So entsteht eine für Schaumzikaden sowie weitere Vertreter der Cicadomorpha typische V-Stellung.
Entwicklung der Larven

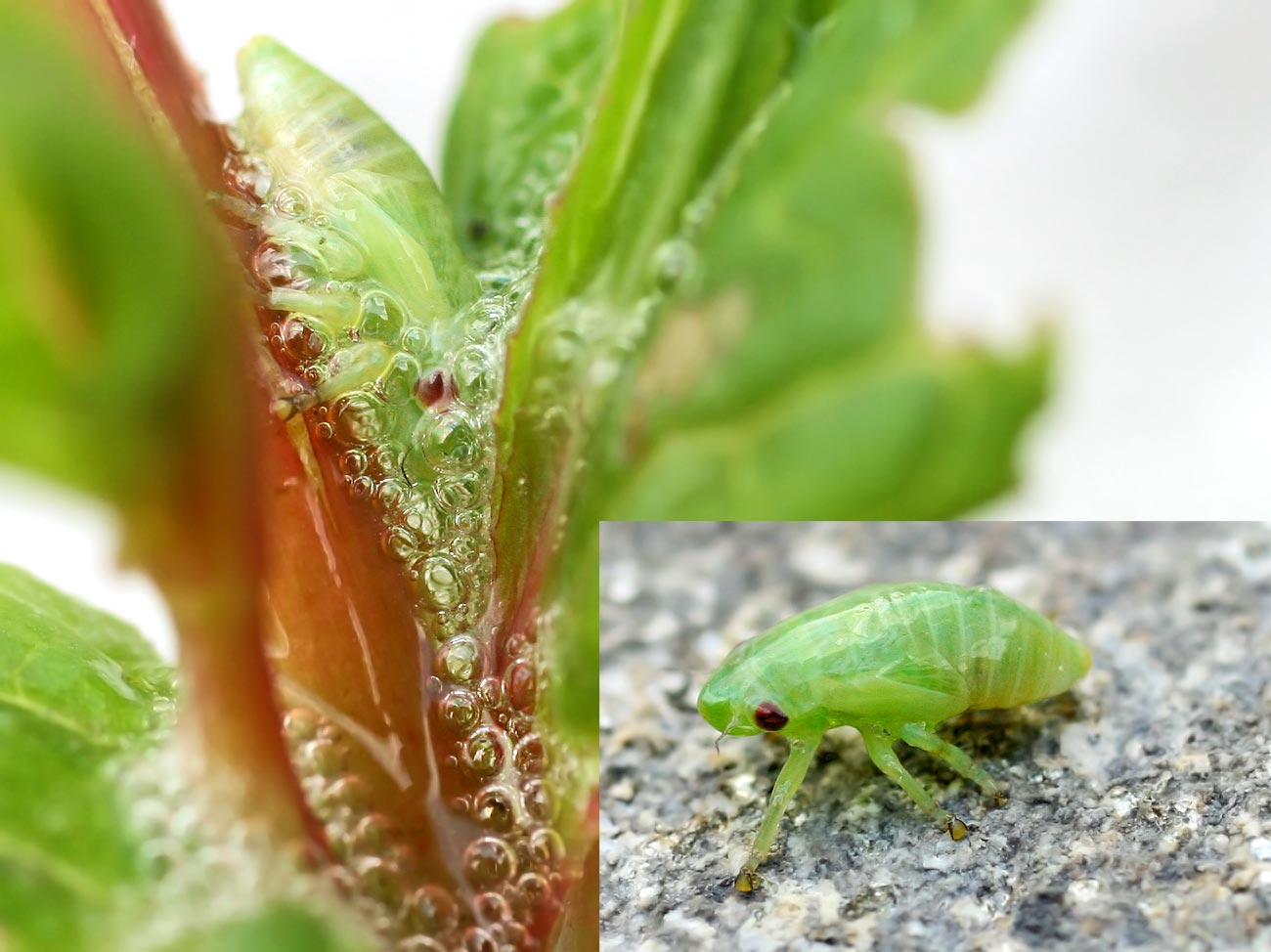
Larven der Wiesenschaumzikade (Philaenus spumarius)

Schaumzikaden sind hemimetabol. Sie vollziehen eine unvollständige Verwandlung vom Ei über die Larve direkt (ohne Puppenstadium) zum Vollinsekt (Imago). Die Entwicklung der Larven erfolgt über fünf Stadien, wobei sich mit zunehmendem Alter die Anlagen für die Organe des erwachsenen Tieres (Flügel, Genitalarmatur) bilden und vergrößern. Die verschiedenen Stadien gehen über Häutungen ineinander über. Die Rückenseite der Larven ist im Querschnitt halbkreisförmig hoch gewölbt, die Bauchseite konkav. Der Kopf ist vor den Antennen und Augen stark ausgebuchtet und insgesamt rundlich. Die Larven leben eingehüllt in einem Schaumnest an Stängeln und Blättern krautiger Pflanzen oder Gehölzen. Sie besitzen am Bauch eine Atemhöhle, die im Verlauf der Evolution aus Einfaltungen der Hinterleibsringe entstanden ist. In der Atemhöhle befinden sich die Atemöffnungen (Stigmata), die Einmündungsstellen der Tracheen an der Körperoberfläche. Die Tracheen bilden ein System aus Atemröhren, das den ganzen Körper eines Insekts durchzieht und das funktionale Äquivalent zu unserer Lunge darstellt. Durch rhythmisches Einpumpen von Luftbläschen aus der Atemhöhle in eine eiweißhaltige Flüssigkeit, welche die Larven aus dem After abscheiden, wird der Schaum erzeugt.
Dieser Vorgang hält bis zum Verlassen des Exkrets durch die Imago an.
Die Konsistenz des Schaumes wird mit Schleimstoffen aus Glykosaminoglykanen (früher Mucopolysaccharide) und Eiweißen aufrechterhalten, die aus speziellen Exkretionsorganen im Darm (Malpighische Gefäße) ausgeschieden werden.
Der Schaum schützt die darin sitzende Larve auch vor Feinden, erhält aber in erster Linie die für die Weiterentwicklung nötige Feuchtigkeit und Temperatur.
Untersuchungen haben gezeigt, dass der Schaum der Wiesenschaumzikade (Philaenus spumarius) und der Braunen Weidenschaumzikade (Aphrophora salicina) zu 99,30 % bzw. 99,75 % aus Wasser besteht.

## Phylogenie und Systematik der Aphrophoridae

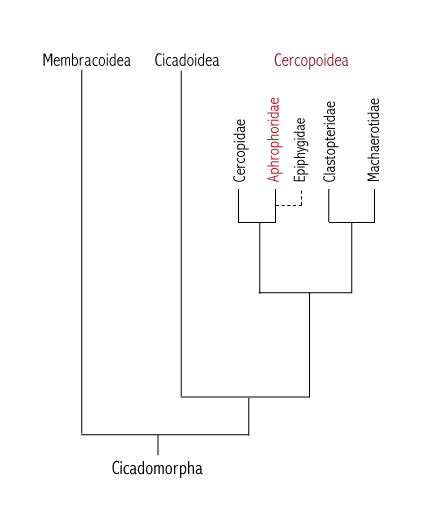
Phylogenetische Beziehungen der Cercopoidea innerhalb der Cicadomorpha (nach Cryan Oktober 2005, vereinfacht)

Nach derzeitiger Auffassung sind die Cercopoidea neben den Membracoidea und den Cicadoidea eine Überfamilie der Rundkopfzikaden (Cicadomorpha). Sie umfasst die Familien Cercopidae, Aphrophoridae (inkl. Epiphygidae), Clastopteridae und Machaerotidae (siehe Abbildung rechts). Eine umfassende phylogenetische Analyse der Überfamilie der Cercopoidea anhand der Ermittlung der ribosomalen 18S-rDNA, 28S-rDNA und Histone3 bestätigt die Monophylie der Überfamilie. Ferner wurde die Familie der Cercopidae als monophyletische Gruppe identifiziert, während ihre Schwestergruppe Aphrophoridae wahrscheinlich ein Paraphyllum ist. Eine weitere neotropisch verbreitete Familie, die Epiphygidae, ist kürzlich als Schwestergruppe der Aphrophoridae abgespalten worden, wobei die Larven dieser Familie offenbar keinen Schaum produzieren, aber ansonsten alle kennzeichnenden Merkmale der Cercopoidea besitzen. Gesichert ist, dass die Larven der Vertreter der Familien Cercopidae, Aphrophoridae und Clastopteridae in Schaumnestern leben. Eine Ausnahme sind die tropischen Machaerotidae, deren Larven in wassergefüllten, selbst erzeugten kalkhaltigen Röhrchen leben.

### Artenauswahl
Die Gattungen Lepyronia und Philaenus beinhalten in Mitteleuropa Arten mit breitovaler Körperform. Letztere ist ein Standardbeispiel für innerartlichen Farb- und Zeichnungspolymorphismus. Alle Formen tragen eigene Namen. Neophilaenus ist die artenreichste Gattung der Aphrophoridae. Die Arten dieser Gattung sind deutlich schlanker als die Arten der zuvor genannten Gattungen. Die Gattung Aphrophora umfasst vergleichsweise große Arten mit bis zu 12,5 Millimetern Körperlänge.

#### Arten in Europa
In Europa kommen 29 Arten in 7 Gattungen der Aphrophoridae vor, davon kommen 15 Arten in 4 Gattungen in Mitteleuropa und 13 Arten in 4 Gattungen in Deutschland vor. Deutsche Artnamen existieren für alle aus Mitteleuropa bekannten Arten.
Gattung Aphrophora

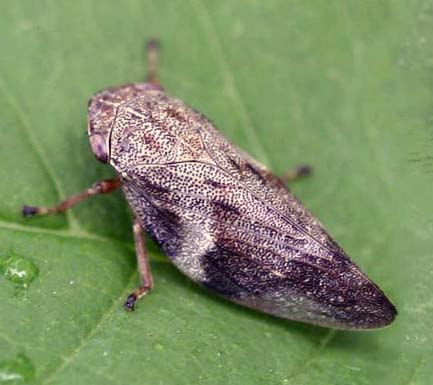
Erlenschaumzikade (Aphrophora alni), 6 bis 9 Millimeter

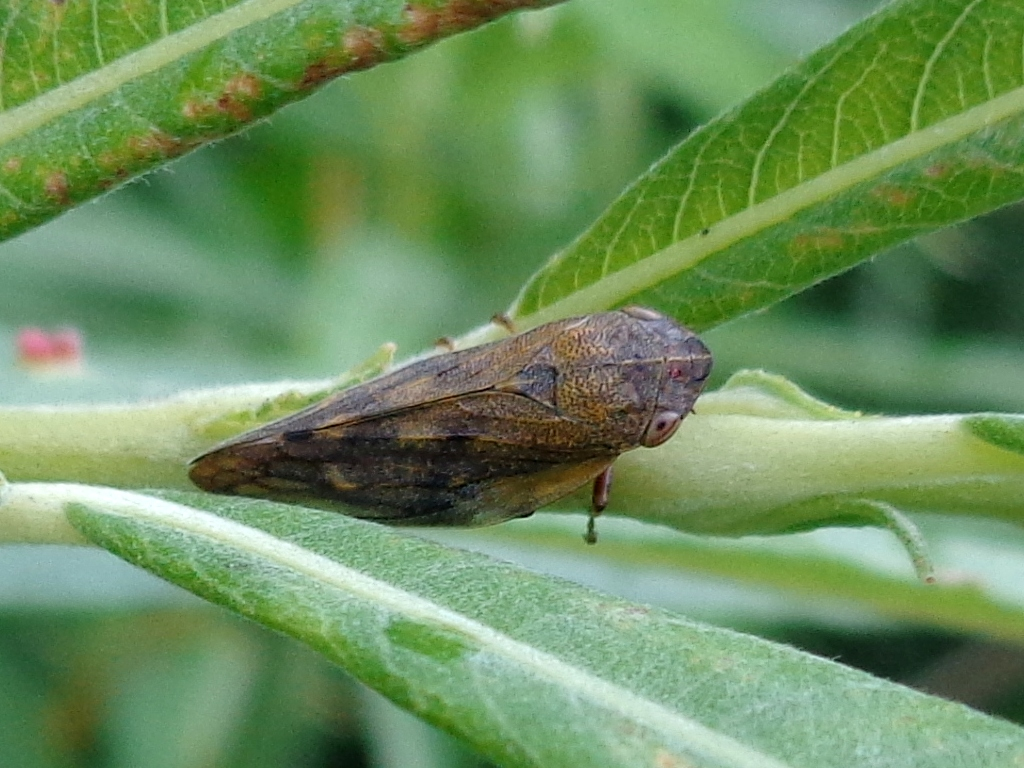
Bunte Weidenschaumzikade (Aphrophora pectoralis)

- Erlenschaumzikade, Aphrophora alni (Fallén, 1805), Mitteleuropa einschl. Deutschland
- Kiefernschaumzikade, Aphrophora corticea (Germar, 1821), Mitteleuropa einschl. Deutschland
- Alpenschaumzikade, Aphrophora major Uhler, 1896, Mitteleuropa einschl. Deutschland
- Bunte Weidenschaumzikade, Aphrophora pectoralis Matsumura, 1903, Mitteleuropa einschl. Deutschland
- Braune Weidenschaumzikade, Aphrophora salicina (Goeze, 1778), Mitteleuropa einschl. Deutschland
- Sibirische Schaumzikade, Aphrophora similis Lethierry, 1888, Nordostpolen bis Ostpaläarktis

Gattung Lepyronia
- Wanstschaumzikade, Lepyronia coleoptrata (Linnaeus, 1758), Mitteleuropa einschl. Deutschland

Gattung Mesoptyelus
- Mesoptyelus petrovi (Grigoriev, 1910)

Gattung Neophilaenus

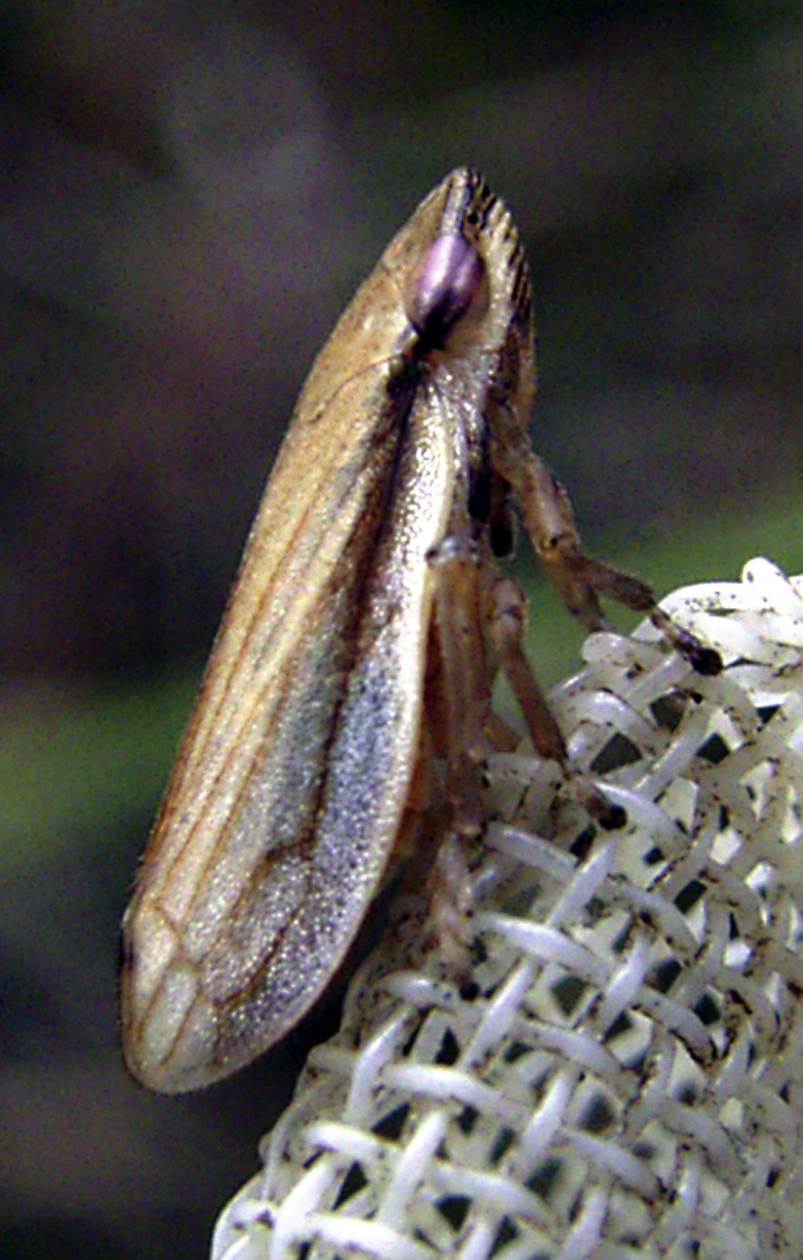
Grasschaumzikade (Neophilaenus lineatus), 4,6 bis 6,8 Millimeter

- Zwenkenschaumzikade, Neophilaenus albipennis (Fabricius, 1798), Mitteleuropa einschl. Deutschland
- Neophilaenus angustipennis (Horváth, 1909)
- Feldschaumzikade, Neophilaenus campestris (Fallén, 1805), Mitteleuropa einschl. Deutschland
- Waldschaumzikade, Neophilaenus exclamationis (Thunberg, 1784), Mitteleuropa einschl. Deutschland
- Steppenschaumzikade, Neophilaenus infumatus (Haupt, 1917), Mitteleuropa einschl. Deutschland
- Krainer Schaumzikade, Neophilaenus limpidus (Wagner, 1935), Slowenien, Norditalien
- Grasschaumzikade, Neophilaenus lineatus (Linnaeus, 1758), Mitteleuropa einschl. Deutschland
- Neophilaenus longiceps (Puton, 1895)
- Zwergschaumzikade, Neophilaenus minor (Kirschbaum, 1868), Mitteleuropa einschl. Deutschland
- Spitzkopf-Schaumzikade, Neophilaenus modestus (Haupt, 1922), Mitteleuropa
- Neophilaenus pallidus (Haupt, 1917)

Gattung Paraphilaenus
- Paraphilaenus notatus (Mulsant & Rey, 1855)

Gattung Peuceptyelus
- Peuceptyelus coriaceus (Fallén, 1826)

Gattung Philaenus
- Philaenus italosignus Drosopoulos & Remane, 2000
- Philaenus lukasi Drosopoulos & Asche, 1991
- Philaenus maghresignus Drosopoulos & Remane, 2000
- Philaenus signatus Melichar, 1896
- Wiesenschaumzikade, Philaenus spumarius (Linnaeus, 1758), Mitteleuropa einschl. Deutschland
- Philaenus tarifa Remane & Drosopoulos, 2001
- Philaenus tesselatus Melichar, 1899

#### Arten und Gattungen außerhalb Europas (Auswahl)
- Amarusa australis (Jacobi, 1921)
- Anyllis leiala Kirkaldy, 1906
- Anyllis spinostylus Liang, 2005
- Aphrophora cribrata (Walker, 1851)
- Basilioterpa fasciata (Evans, 1966)
- Basilioterpa pallida (Evans, 1966)
- Bathyllus albicinctus (Erichson, 1842)

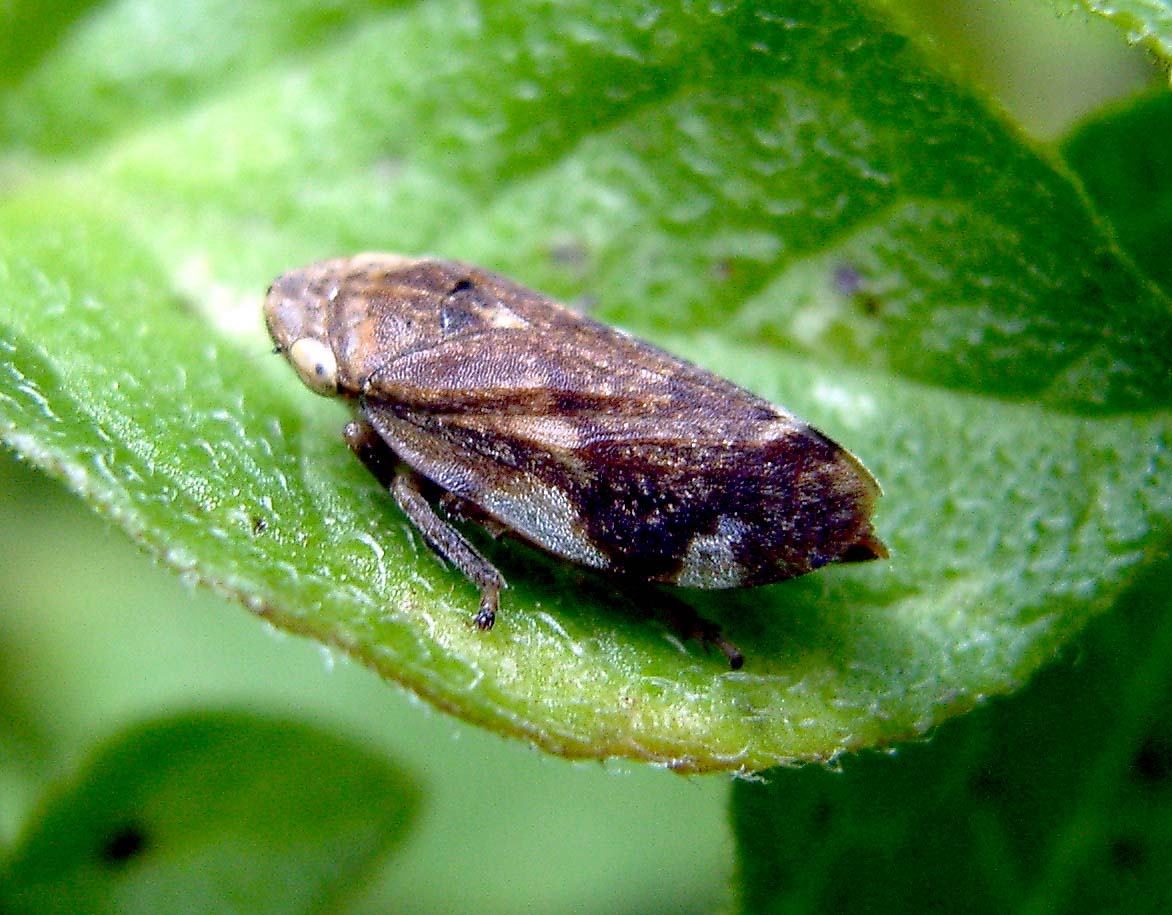
Wiesenschaumzikade (Philaenus spumarius), 5,3 bis 6,9 Millimeter

- Carystoterpa fusiformis Hamilton & Morales, 1992
- Cephisus siccifolius (Walker, 1851)
- Interocrea nigrofasciata (Kirkaldy, 1906)
- Interocrea regalis (Lallemand, 1927)
- Lepyronia quadrangularis (Say, 1825)
- Liorhina loxosema (Hacker, 1926)
- Novaphrophara tasmaniae Lallemand, 1940
- Philagra concolor Hacker, 1826
- Philagra fulvida Hacker, 1826
- Philagra parva (Donovan, 1805)
- Philagra recurva Jacobi, 1928[12][13]

## Wirtschaftliche Bedeutung
Die mitteleuropäischen Schaumzikaden sind wirtschaftlich weitgehend bedeutungslos. Es finden sich nur vereinzelt Hinweise auf Schadwirkungen. Es gibt einige Arten, bei denen eine Massenentwicklung mit einer entsprechenden Schaumentwicklung bekannt ist. Häufig sind es die Braune und die Bunte Weidenschaumzikade (Aphrophora salicina, A. pectoralis) deren Imagines und Larven im Frühjahr an Trieben und Zweigen von Weiden saugen. Die recht groben Einstiche veranlassen das Pflanzengewebe zur Bildung von Saugnarben (Wundkallus). Wenn massenhaft Zikaden beziehungsweise deren Larven vorhanden sind, entstehen auf diese Weise charakteristische wulstartige Kallusringe, da die Einstiche in Reihen quer zur Längsrichtung der Triebe liegen. Dadurch erhöht sich die Bruchanfälligkeit der Zweige. Die Weibchen legen im Sommer Eier in Rinde und Holz von Weiden. Bei entsprechend dichter Eiablage kann es zum Welken von Trieben kommen, was die Vermehrung rindenpathogener Pilze nach sich ziehen kann. 
In West- und Zentralafrika verursacht Poophilus costalis (Walker, 1851) an Sorghumhirse (Sorghum bicolor), Mais (Zea mays) und Zuckerrohr (Saccharum officinarum) bedeutende landwirtschaftliche Schäden. Die Schaumzikade saugt an allen Pflanzenteilen einschließlich der Rispen. Dadurch überträgt sie Colletotrichum camelliae, den Erreger der Gelbfleckenkrankheit. Junge Blätter und ganze Pflanzen können dadurch absterben.

## Besonderheiten

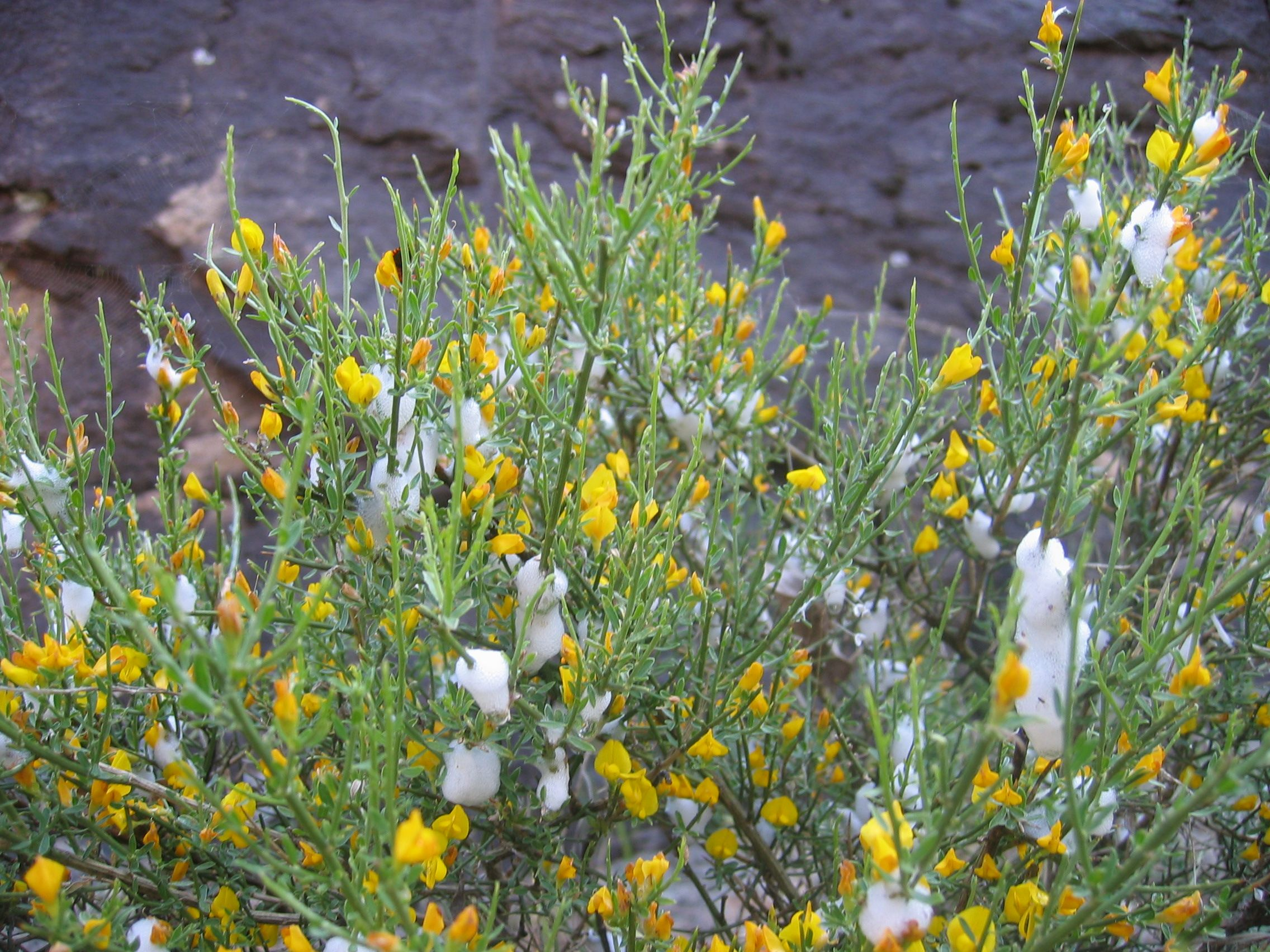
Schaumnester an Ginster (Genista)

Neben der kennzeichnenden Eigenschaft der Schaumnester, in denen sich die Larven der Schaumzikaden entwickeln, gibt es eine Reihe weiterer Besonderheiten in dieser Tiergruppe. Manchmal treten die durch die Larven der Bunten und der Braunen Weidenschaumzikade (Aphrophora pectoralis, Aphrophora salicina) erzeugten Schaumflocken in Weiden (Salix) so groß und zahlreich auf, dass Flüssigkeit aus ihnen heraustropft und es aus dem Baum gewissermaßen regnet. Landläufig spricht man dann von „tränenden Weiden“.
Schaumzikaden sind die Weltmeister im Hochsprung. Dieses hat der Forscher Malcolm Burrows auf Hochgeschwindigkeitsfotos entdeckt. Im Verhältnis zur eigenen Körperlänge kann kein Lebewesen so hoch springen wie die Wiesenschaumzikade (Philaenus spumarius). Das Insekt ist etwa einen halben Zentimeter lang und erreicht aus dem Stand heraus 70 Zentimeter Höhe. Wir Menschen müssten umgerechnet auf unsere Körpergröße etwa 200 Meter hoch springen können, um mit den Zikaden gleichzuziehen. Die Wiesenschaumzikade besitzt wie jedes Insekt drei Beinpaare; Sprungenergie liefert nur das hinterste Paar. In diesen Beinen kann das Tier wie in einem Katapult Spannung aufbauen und dann entladen.